# Cuchillo Bowie

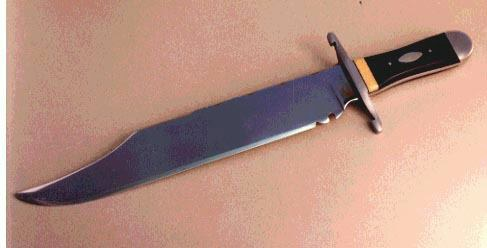
Cuchillo del tipo "Bowie"

Cuchillo Bowie designa en Estados Unidos, de modo genérico,   a cuchillos de defensa y caza, rústicos y de grandes proporciones (generalmente con hojas largas —por encima de 25 cm— y anchas, tipo clip point), con empuñadura no cilíndrica, empleados en las fronteras de los Estados Unidos desde mediados del siglo XVIII.
El nombre que los popularizó surgió mucho después de la generalización de su uso, con un duelo ocurrido el 19 de septiembre de 1827, en la ribera de Vidalia (río Misisipi), cerca de la ciudad de Natchez (estado de Luisiana). En este episodio (que en inglés se conoce como Sandbar Fight ), el principal protagonista, James Bowie, comerciante de esclavos y aventurero de gran prestigio social en la época, tuvo una reñida pelea con varios contendientes; aun después de haber sido alcanzado por disparos de pistola, logró matar con su gran cuchillo al comandante Norris Wright, su enemigo, quien le había dado un golpe de estoque en el pecho. Bowie sobrevivió a este combate para morir años más tarde en la épica Batalla del El Álamo, en 1836, en México. 
Este y otros episodios protagonizados por estos cuchillos, narrados por los pioneros y colonizadores del oeste norteamericano, asociaron definitivamente estos cuchillos a la conquista del Viejo Oeste, conectándolas indeleblemente a la cultura estadounidense, difundida posteriormente a nivel mundial. 
El periodo áureo del uso de estos cuchillos en los Estados Unidos fue de principios del siglo XIX hasta poco después de la Guerra Civil Americana (1861-1865). Este tipo de cuchillo, inicialmente producido de forma artesanal y con acabado rústico, sufre durante estos años modificaciones en su diseño y especialmente en su acabado y fabricación, que fueron siendo refinados, haciendo surgir diversas variantes. Con la fama pasó a ser fabricado en otros países, encontrándose en producción hasta hoy.